# Benedetto Fabre
Benedetto Fabre (1809 – Torino, 17 febbraio 1877) è stato un politico italiano.

## Biografia
Avvocato, fu eletto deputato per la I legislatura del Regno di Sardegna nel Collegio elettorale di Borgo San Dalmazzo. Ricoprì la carica di deputato anche nella VII legislatura.